# Borsodi Ursula
Borsodi Ursula (1929 – 2001), névváltozatai: Borsody Ursula, Ursula von Borsody, magyar színésznő, Földessy Géza második felesége.

## Élete
A Miskolci Nemzeti Színház tagja volt, ahol Földessy Géza volt az igazgató, majd Földessy második feleségeként férjével Münchenben telepedett le. Komlós Juci, Földessy első felesége erről így vallott: „Ő 1956-ban még azzal a nővel élt, aki kiszökött utána, de ennek ellenére eljött értem a határ közelébe. Telefonált, hogy a határnál vár. De mondtam, hogy én nem megyek. Mit csináltam volna ott? Nem beszélek nyelveket. Azt nem akartam, hogy semmi más lehetőségem ne legyen, mint hogy együtt élünk. Nem tudtam volna elmenni ebből az országból.”
Férje az alapítója volt a Münchener Theater in der Brienner Straße színháznak, amelynek 1972-ig volt az igazgatója, ahol Borsodi is fellépett. 2001-ben lett özvegy.

## Színházi szerepei
A Színházi adattárban regisztrált bemutatóinak száma Borsody Ursula néven: 7 .
- Gárdonyi–Emőd–Török Rezső–De Fries: Ida regénye (Fazekas)
- Martos Ferenc–Szirmai Albert: Alexandra (Krakovianszkálya grófnő)
- Szilágyi László–Zerkovitz Béla: Csókos asszony (Rica)
- Haffner–Genée–Johann Strauss: A denevér (Orloffszky herceg)
- Nóti Károly: Nyitott ablak (Marcsa)
- Martos Ferenc–Bródy Miksa–Jacobi: Leányvásár (Bessy, szobalány)
- Rajna–Czobor: Hajdúk hadnagya (Barbarina, Héjas András strázsamester felesége)

## Filmjei
| - Der nächste Herr, dieselbe Dame (1968) – Blacenka (Ursula von Borsody néven) - Erzähl mir nichts (1964) – Rosalinde Bach (Ursula Borsodi néven) - Das ist die Liebe der Matrosen (1962) – Katharina, die Große (Ursula Borsodi néven) - Švejk, a derék katona (Der brave Soldat Schwejk) (1960) – Kathi Wendler (Ursula Borsodi néven) - Pedro kapitány vidám hadjárata (1959) – Steffi (Ursula Borsodi néven) - Europas neue Musikparade (1958) – Corry (Ursula von Borsody néven) |

### Tévéfilmek
- Komische Geschichten mit Georg Thomalla: Tommi und die neue Wohnung (1971) – Frau von Diebenow (Ursula Borsodi néven)
- Königin einer Nacht (1969) – Marina (Ursula von Borsody néven)